# Ottokar Nováček

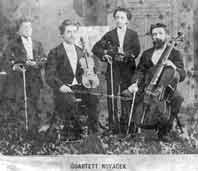
Das Nováček-Quartet (Ottokar Nováček: 2. v. links, sitzend)

Ottokar Nováček (* 13. Mai 1866 in Weißkirchen, Kaisertum Österreich; † 3. Februar 1900 in New York City) war ein tschechischer Violinist und Komponist.

## Leben
Nováček hatte zunächst Unterricht bei seinem Vater Martin Nováček. Er studierte von 1880 bis 1883 in Wien bei Jakob Dont und danach am Konservatorium in Leipzig bei Adolph Brodsky und Henry Schradieck. Hier gewann er 1885 den Mendelssohn-Preis.
Ab 1880 war er Violinist am Gewandhausorchester und zweiter Violinist, später Bratscher des Brodsky-Quartetts. 1891 wurde er Mitglied des Boston Symphony Orchestra unter Leitung von Arthur Nikisch und unterrichtete am New England Conservatory. 1892–93 war er Erster Bratscher des New Yorker Damrosch Orchestra. Hier wurde er auch wieder Mitglied des Streichquartetts seines Lehrers Brodsky.
Nachdem ihn eine Erkrankung ab 1899 zwang, von Auftritten als Musiker abzusehen, widmete sich Nováček ganz der Komposition. Er komponierte ein Klavierkonzert, das von Ferruccio Busoni uraufgeführt wurde, ein Perpetuum mobile für Violine und Orchester, kammermusikalische Werke, darunter drei Streichquartette, Bulgarische Tänze für Violine und Klavier und acht Capricci für Violine und Klavier, sowie Lieder.
Auch seine Brüder Rudolf, Karl und Victor Nováček wurden als Musiker bekannt.